# Västra öarna

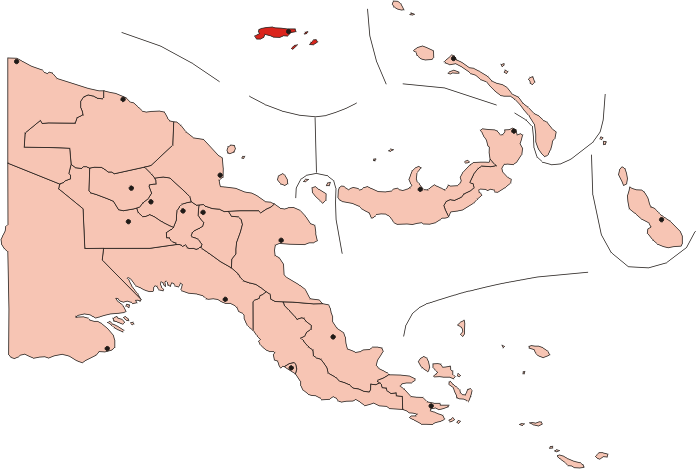
lägeskarta

Västra öarna (Western Islands) är ett öområde i Bismarckarkipelagen som tillhör Papua Nya Guinea i västra Stilla havet.

## Geografi
Västra öarna utgör en del av Manusprovinsen och ligger cirka 900 km nordväst om Port Moresby och ca 400 km väster om huvudön Manus.
Området är korallöar och består av drygt 70 öar och atoller med de största från väst till öst
- Wuvulu, huvudön, längst västerut i området och i hela Bismarckarkipelagen
- Aua
- Manu Island
- Ninigo Islands
  - Awin-reven
  - Sumasuma-reven
  - Sama-reven
  - Pelleluhu-atollen
  - Heina-atollen
  - Pupol-reven
  - Liot-atollen
- Hermit Islands
- Sae Islands
- Kaniet islands

Wuvulu har en liten flygplats (flygplatskod "WUV") för lokalt flyg.

## Historia
Öarna har troligen bebotts av melanesier sedan cirka 1500 f.Kr. Wuvulu upptäcktes tillsammans med Aua 1545 av spanske kaptenen Yñigo Ortiz de Retez. Den brittiske kaptenen Philip Carteret återupptäckte öarna 1767.
Området hamnade 1885 under tysk överhöghet och införlivades 1899 i området Tyska Nya Guinea och förvaltades av handelsbolaget Neuguinea-Compagnie.
Under första världskriget erövrades området 1914 av Australien som senare även fick officiellt förvaltningsmandat för hela Bismarckarkipelagen av Förenta nationerna.
1942 till 1944 ockuperades området av Japan men återgick 1949 till australiskt förvaltningsmandat tills Papua Nya Guinea blev självständigt 1975.